# Zwijndrecht (Países Baixos)

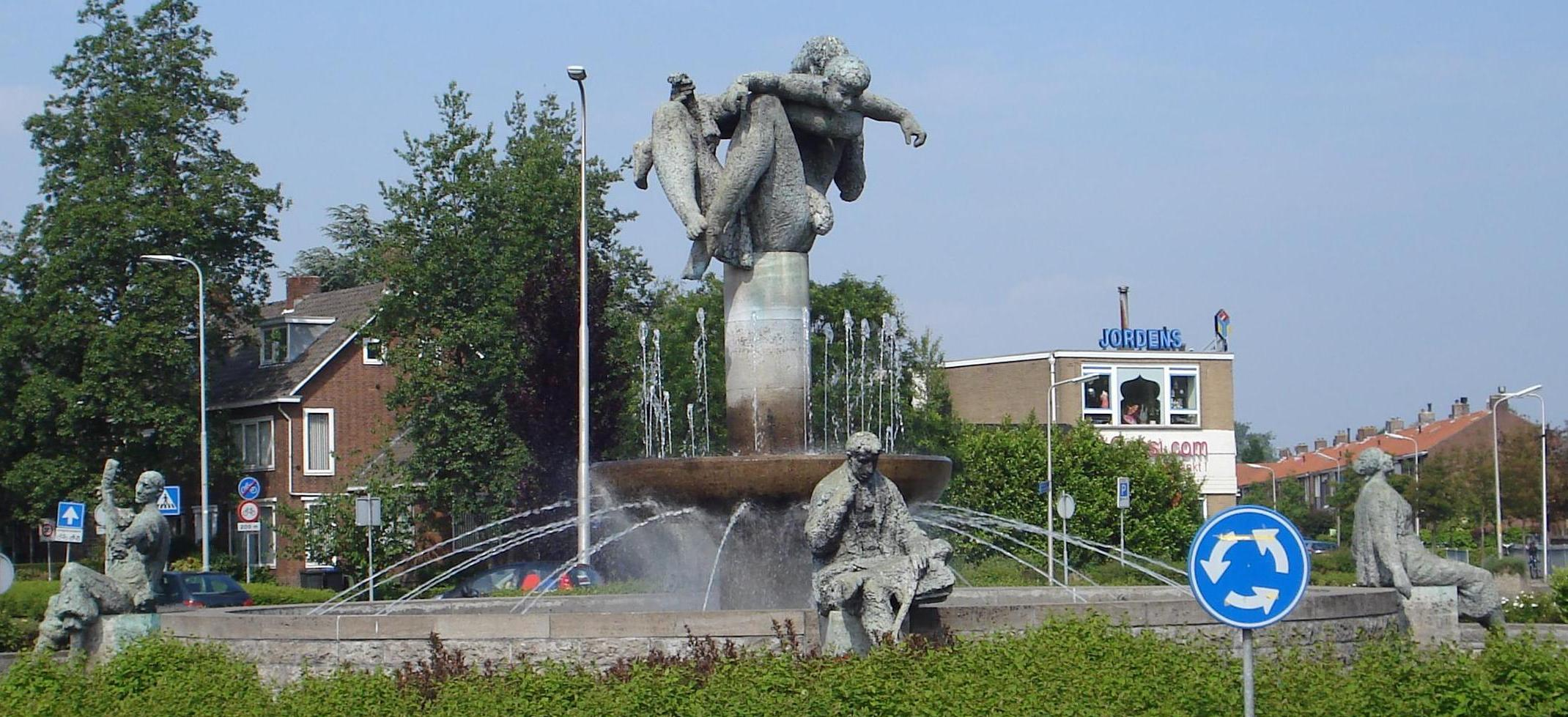
Imagem de um chafariz em Zwijndrecht

Zwijndrecht é uma cidade da província da Holanda do Sul, nos Países Baixos.
Em 1º de janeiro de 2011, contava com 44.445 habitantes distribuídos na superfície de 22,77 km² (dois quais 2,43 km² correspondem a água). Limita-se ao norte com Barendrecht, Ridderkerk e Hendrik-Ido-Ambacht, a leste com Papendrecht e a sul com  Binnenmaas e Dordrecht.

## Centros populacionais
Heerjansdam e Kleine-Lindt.

## Governo municipal
| Eleições municipais | Eleições municipais | Eleições municipais | Eleições municipais |
| ------------------- | ------------------- | ------------------- | ------------------- |
| Partido             | 1998                | 2002                | 2006                |
| PvdA                | 7                   | 6                   | 9                   |
| CDA                 | 6                   | 8                   | 6                   |
| VVD                 | 6                   | 4                   | 4                   |
| SGP/ChristenUnie    | 4                   | 4                   | 4                   |
| ABZ                 | -                   | -                   | 3                   |
| EsquerdaVerde       | 2                   | 2                   | 2                   |
| D66                 | 2                   | 2                   | 1                   |
| LPF                 | -                   | 3                   | -                   |
| Total               | 27                  | 29                  | 29                  |
| Participação        | 59,2 %              | 51,2 %              | 55,3 %              |

## Irmanações
- Zwijndrecht (Bélgica)
- Poprad
- Norderstedt